# نيكولاس جورج محمد
نيكولاس جورج محمد (ولد في 2 تشرين الأول 1980)، ممثل كوميدي بريطاني وكاتب.

## النشأة
ولد نيكولاس في ليدز، غرب يوركشاير، إنجلترا. تلقى تعليمه في مدرسة آبي غرانج الثانوية. رفض عرضًا من جامعة كامبريدج وأختار جامعة درم، حيث كان عضوًا في كلية سانت أيدين وعزف على الكمان في أوركسترا الجامعة. وقد أجرى أختباراً في مسرح درم مرتين ولكنه فشل في الحصول عليها وبدلاً من ذلك تردد على دائرة الكوميديا المحلية. بعد تخرجه بأول في فيزياء الأرض، بدأ دراسات الدكتوراه في علم الزلازل في كلية ماجدالين، كامبريدج وكان لديه وظيفة لشركة نفط. دفعه أهتمامه بالكوميديا إلى أختبار الأداء في فوتلاين، الذي قام به بنجاح. بعد أداء في مهرجان أدنبرة فرينج، اتصل به منتج بي بي سي. ثم غادر كامبريدج دون الأنتهاء من درجة الدكتوراه لمتابعة مهنة الكوميديا.[بحاجة لمصدر]

## المهنية
ظهر نيكولاس في المسلسل الثاني لبي بي سي وان ريجي بيرين، وكان أحد المشاركين في مسلسل بي بي سي ثري الكوميدي بعنوان الملك ميت مع سيمون بيرد وكاتي ويكس. وقد قام بالظهور كضيف في بيتي & دود: الرسومات المفقودة، ميرندا، كيف لا تعيش حياتك، الحياة قصيرة جداً، وقد ظهر في حلقة واحدة من البرنامج الكوميدي الموسيقي لراديو 4 أليكس هورن يقدم قسم الهورن.
بعد الظهور على راديو بي بي سي راديو 4 لأول مرة (أرباع) أجتذبت السلسلة الثانية لـنيك نيكولاس في بت المزيد من الأنتقادات.
نيكولاس كان عضواً في فريق عمل سي بي بي سي المرشح للـبافتا عن عرض آسف، ليس لدي أي رئيس وأؤيد أنجلوس إبيثيميو (كأحد شخصياته الإذاعية، السيد شالو) في جولته الوطنية عام 2010.
كان لديه دور داعم في جميع الفصول الثلاثة من سلسلة C4 الكوميدية دريفترز.
كما قام نيكولاس بتطوير صنع السيد شالو لتلفزيون بي بي سي، وهو يكتب ويلعب بطولته في مسرحية كوميدية درامية أصلية «السحر للقناة 4» كجزء من برنامج المخطط القادم. كما ظهر في برنامج «سي بي سي سي» الجديد هانك زيبزر في دور السيد لوف. وظهر كضيف في الحلقة الأخيرة من السلسلة 1 والحلقة الأولى من السلسلة 2 من العم. في وقت لاحق ظهر في ست حلقات من العرض.
في عام 2015، انضم إلى طاقم آي تي في الكوميدي العمل الكثير.

كما قام بكتابة وتأليف دور البطولة في سلسلتين من 'الرقيب المخبر نيك نيكولاس '، وهي كوميديا تم وضعها في مركز للشرطة محطة راديو بي بي سي 4. في عام 2018، لعب دور فِجلة في فيلم ديزني كريستوفر روبن.